# Beuys (Film)
Beuys ist der Titel einer Filmbiografie im Dokumentarstil über den Künstler Joseph Beuys von Andres Veiel aus dem Jahr 2017. Der Film aus deutscher Produktion feierte im Wettbewerb der Internationalen Filmfestspiele Berlin 2017 Weltpremiere. Der Kinostart in Deutschland fand im Mai 2017 statt.

## Inhalt
Der Film beginnt in Schwarzweiß mit einer Nahaufnahme von Beuys, der, im Sinne einer vierten Wand, zu einem nicht sichtbaren Publikum spricht. In seiner Ansprache reflektiert Beuys mit humorvollen Einwürfen über den erweiterten Kunstbegriff und welche Wirkung und Wichtigkeit Kunst für das Leben des einzelnen Menschen besitzt. Die Sequenz entstammt dem 1969 entstandenen 16-mm-Film 400 m IFF von Lutz Mommartz (Joseph Beuys: „Was sind die inneren Fragen der Leute?“).
Neben Frühwerken und Zeichnungen sind unter anderem Ausschnitte der Aktionen Celtic+~~~ (1971), Wie man dem toten Hasen die Bilder erklärt, I like America and America likes Me, das öö Programm, sowie die Installationen Honigpumpe am Arbeitsplatz, Das Rudel, Plight und Straßenbahnhaltestelle/Tramstop zu sehen. Außerdem werden bisher ungezeigte Farbfilmaufnahmen des Künstlers, beispielsweise im Guggenheim Museum oder während der Kunstaktion Salto Arte von Klaus Mettig aus dem Jahr 1975, in der Beuys ins Visier einer messerwerfenden Katharina Sieverding gerät, gezeigt. Des Weiteren werden Ausschnitte aus dem Fernseh-Disput Provokation Lebenselement der Gesellschaft – Zu Kunst und Antikunst zwischen Beuys, Max Bense, Max Bill und Arnold Gehlen vom 27. Januar 1970, sowie die Besetzung des Sekretariats der Kunstakademie Düsseldorf im Jahre 1972 oder Beuys’ Engagement im Rahmen seiner später scheiternden Kandidatur im Zuge der Gründung der Grünen gezeigt.
Der Boxkampf für direkte Demokratie durch Volksabstimmung vom 8. Oktober 1972 gegen Abraham David Christian wird in Ausschnitten dokumentiert.
Gegen Ende lässt der Film Joseph Beuys resümieren: „Jeder Mensch muss sich verschleißen. Wenn man noch gut ist, wenn man stirbt, ist das Verschwendung. Man muss lebendig zu Asche verbrennen, nicht erst im Tod.“ Die Hommage schließt mit seltenen Fotografien, die Beuys ohne seinen obligatorischen Hut zeigen, sowie Aufnahmen aus Venedig, wo er seine letzte Installation Palazzo Regale (im Film nicht gezeigt) realisierte. Zum Schluss wird die Anfangssequenz wieder aufgegriffen und Beuys wendet sich noch einmal an „sein“ Publikum, womit sich der dramaturgische Kreis der Künstler-Biografie schließt.

## Form
Die Dokumentation verzichtet weitgehend auf eine explizite biografische Abfolge, stattdessen beleuchtet sie unter Zuhilfenahme unveröffentlichten Archivmaterials die gesellschafts-ökologischen und politischen Aspekte des Künstlers, die anhand ausgewählter Werke, vornehmlich Installationen und Aktionen sowie Interviews mit Beuys, festgemacht werden. Stationen aus dem Leben des Künstlers werden kurz anhand privater Fotografien der Familie oder aus dem Atelier skizziert, humorvolle Szenen bringen indes den Menschen hinter dem mutmaßlichen „Mythos Beuys“ zum Vorschein. Aktuelle Interviews lassen die Weggefährten Franz Joseph van der Grinten, Klaus Staeck, Johannes Stüttgen, Rhea Thönges-Stringaris und Caroline Tisdall zu Wort kommen.
In der Dokumentation kommen vielfache filmische Gestaltungsmittel zum Einsatz, so wird beispielsweise eine Bewegtszene als Standbild „eingefroren“, während die Kamera auszoomt und einen Kontaktabzug erkennen lässt. Die Kamera wandert über die Einzelbilder, um in eine neue Filmszene einzuzoomen. So fungiert der leinwandfüllende Kontaktabzug mit seinen verschiedenen Bild- und Filmfenstern wiederholt als Split-Screen, aus dem sich der Fokus in ein einzelnes Detailbild verlagert, welches den Erzählfaden zur nächsten Episode lenkt.
An anderer Stelle wird mit dem Effekt eines sich entwickelnden Fotos gearbeitet: so zeichnet sich auf der weißen Leinwandfläche langsam das Bild der Installation zeige deine Wunde ab. Weitere Stilmittel des zumeist in schwarzweiß gehaltenen Films sind animierte Einzelbildaufnahmen (Aufbau der Installation The Pack (Das Rudel)) oder wie Karteikarten wegklappende Momentaufnahmen aus Beuys Leben, sowie Split-Screen-Montagen. Darüber hinaus werden die zahlreichen Fotografien collagenhaft in den Fluss einzelner Filmpassagen integriert, zu eigenständigen Sequenzen zusammengefügt oder zu Trickfilmsequenzen animiert. Oftmals gleitet die Kamera suchend über die Fotografien hinweg oder in sie hinein und hebt so die Grenze zwischen bewegtem Film und starrer Fotografie auf.
Auf einen Kommentator verzichtet der Film, stattdessen werden Tondokumente von Beuys aus dem Off verwendet.

## Produktion
Das im Film vorkommende Archivmaterial wurde aus 400 Stunden Bildmaterial, 300 Stunden Audiomaterial und über 20.000 Fotos ausgewählt, obwohl Veiel anfangs nur ein Drittel seiner Dokumentation mit Footage geplant hatte. Die Schnittzeit lag bei 18 Monaten.
Beuys wurde von der Berliner zero one film GmbH in Kooperation mit Terz Filmproduktion, SWR, ARTE und WDR produziert. Die Produktion wurde von der Film- und Medienstiftung NRW, dem Medienboard Berlin-Brandenburg sowie der Filmförderungsanstalt (FFA), der BKM, MEDIA und dem Deutschen Filmförderfonds (DFFF) gefördert.

## Kritiken
Diedrich Diederichsen bemerkte in der taz, dass Beuys „hier eher nostalgisch von der provinziellen Öffentlichkeit der alten BRD her konstruiert“ werde, „nicht von einer globalen Kunst“, wobei „der ‚hässliche Beuys‘: der Anthroposoph, Esoteriker, Spitzenkandidat der AUD und Erfinder seiner biografischen Legenden“ fehle; „gut täte“ laut Diederichsen „eine kritische Würdigung“.
Peter von Becker resümierte im Tagesspiegel: „Das Material ist spröde, die Montage sprüht vor Intelligenz“. Becker vermisst ebenfalls eine Kritik am „Künstler-Guru“: „Veiel vertraut einfach auf die durch seine Bilder vorgegebene historische Distanz und die mit ihnen ausgelöste Reflexivität. Das Problem der 107 Filmminuten ist nur: Beuys bleibt sich, von Hut bis Fuß, meist gleich. Er ist ein Selbstdarsteller, kein als Verwandler je überraschender Schauspieler.“
Christoph Petersen von Filmstarts zog das Fazit: „Statt Beuys‘ Werke zu erklären, lässt Andres Veiel in seinem ansprechend gestalteten Kino-Dokumentarfilm vor allem den Kunst-Provokateur selbst sprechen – so werden dessen politische, gesellschaftliche, moralische und ästhetische Ideen wieder frisch in die noch immer brandaktuelle Debatte eingebracht.“
Joachim Kurz von kino-zeit: „Selbstverständlich bietet Beuys auf vorhandene Fragen keine Antworten, sondern setzt allenfalls die Saat, sich damit selbst auseinanderzusetzen. Dies und die unkommentierte, allein aus dem Auratischen des Künstlers selbst entstehende Form der Narration machen aus Veiels Annäherung an einen bundesdeutschen Mythos ein streckenweise heiteres Werk, das die Mühen der Aneignung seitens des Zuschauers zu einer ambivalenten Angelegenheit werden lässt.“
„Wie viel Humor und wie viel Mut gehört wohl dazu, sich derart rückhaltlos zu öffnen, wie es Joseph Beuys mit seinen Aktionen, Diskussionen und seiner Kunst immer wieder getan hat? Wer war Joseph Beuys?“ fragt Ula Brunner auf rbb-online.de und stellt fest: „Auf fast zärtliche Weise lässt uns Veiel in seinem Dokumentarfilm selbst eine Antwort auf diese Fragen finden.“
Boyd van Hoeij vom US-amerikanischen Hollywood Reporter zeigt sich enttäuscht: „There’s little doubt that Joseph Beuys, the German performance artist and sculptor, deserves a feature-length movie that explores his fascinating and complex body of work and his unique position in not only 20th-century art history, but also in German history in general (his work could be very political and he was part of the country’s nascent Green Party). But the documentary Beuys, directed by Andres Veiel, doesn’t do much more than scrape together bits and pieces of archive footage and photos into a cacophonous collage without a real structure and without a clear aim.“
Lee Marshall von der britischen Screen Daily kann dem Film hingegen vieles abgewinnen: “Working engagingly with material culled from years of archive footage, it presents the work that was Joseph Beuys – as well as reminding us why this most political of contemporary artists is still relevant today, more than thirty years after his death. […] In the end, the film is just as interested in Beuys the thinker, activist and German Green Party founder member, the generous teacher, a man whose engagement with social issues and agit-prop attacks on the power of big money anticipate the ideas and methods of Occupy Wall Street and other recent grass-roots protest movements.”
In einem dreiseitigen Artikel im Wochenmagazin Der Spiegel meint Ulrike Knöfel, dass sich der Filmemacher Andres Veiel mit dem Künstler „ohne kritische Distanz“ beschäftigt hätte. Das esoterisch-volkstümelnde Gedankengut von Joseph Beuys werde ausgeblendet: „Über diesen Beuys erfährt man selten etwas, trotz der vielen Ausstellungen über ihn, auch im Film taucht er nicht auf. Dabei ist er in der anthroposophischen Welt vielen fast so heilig wie deren Erfinder Rudolf Steiner.“
Christina Tilmann kritisierte in der Neuen Zürcher Zeitung: „Leider bleibt bei Veiels Entscheidung, ganz auf die charismatische Persona Beuys zu setzen, vieles auf der Strecke. Veiel interessiert sich wenig für biografische Informationen (einschliesslich kritischer Fragen, die man hinsichtlich der von Beuys selbst mystifizierten Zeit als Luftwaffenpilot im Zweiten Weltkrieg oder seines zeitweisen Engagements für die rechtsnationalistische Partei Aktionsgemeinschaft Unabhängiger Deutscher hätte stellen müssen), wenig auch für Beuys' Kunst, soweit sie über das politische Engagement hinausreicht.“
Jens Hinrichsen vom Monopol Magazin hingegen erkennt in Veiels Filmbiografie vielmehr eine Antwort auf die Versuche, Beuys zu demontieren. „Auch Veiel interessiert sich für die Frage, inwieweit Beuys in die NS-Zeit verstrickt war. Aber der Filmemacher erkennt die Lebensgeschichte als Prozess an. Entgegen der Feststellung 'Der ewige Hitlerjunge' will Veiel wissen, was aus dem Hitlerjungen wurde. Veiels Meinung nach: ein Künstler, dessen politische Ideen 30 Jahre nach seinem Tod an Aktualität nichts eingebüßt haben.“
Auch für den Kunsthistoriker Eugen Blume führt Beuys selbst jeden Verdacht einer völkischen, rassistischen Gesinnung mit „seiner universalistischen Botschaft ‚Jeder Mensch ist ein Künstler‘ ad absurdum. Jeder ist nun mal jeder, welchem Geschlecht und welcher Kultur er auch immer angehören mag.“ Für Blume ist „der Film keine Hagiografie, sondern zeigt einen verletzlichen, widersprüchlichen und humorvollen Menschen, der für seine Ideen einstand.“

## Auszeichnungen
- Gilde-Filmpreis 2017 – Bester Dokumentarfilm[21]
- Bayerischer Filmpreis 2018 – Beste Montage (Stephan Krumbiegel)
- Deutscher Filmpreis 2018 – Bester Dokumentarfilm (Thomas Kufus) und Bester Schnitt (Stephan Krumbiegel, Olaf Voigtländer), Nominierung in der Kategorie Beste Filmmusik (Ulrich Reuter, Damian Scholl)